# Otto Nieper

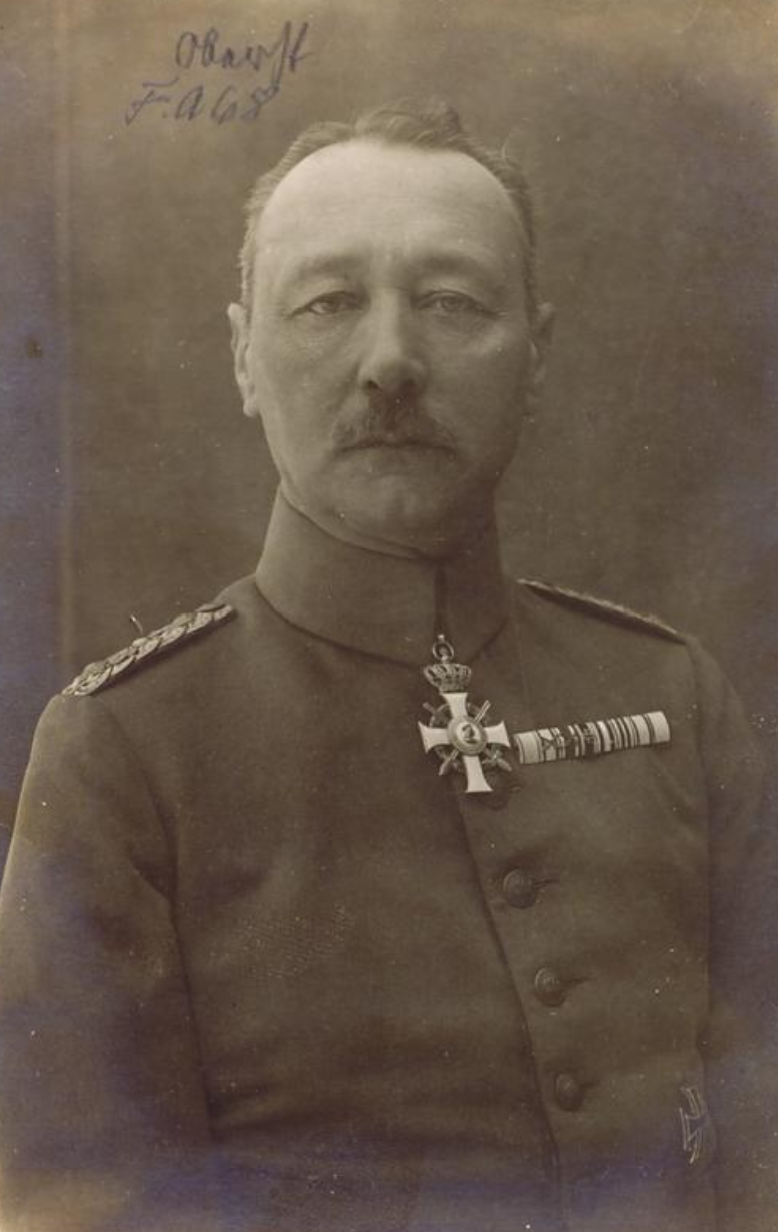
Otto Nieper

Samuel Georg Otto Ludwig Nieper (* 10. April 1866 in Dresden; † 5. Februar 1931 ebenda) war ein sächsischer Generalmajor.

## Leben

### Herkunft und Familie
Nieper war Sohn des Geheimen Hofrats und Direktors der Leipziger Kunstakademie, Ludwig Nieper. Nieper heiratete 1893 in Pirna Josefine Weigel.

### Militärkarriere
Nieper trat 1884 als Avantageur in das 2. Feldartillerie-Regiment Nr. 28 der Sächsischen Armee ein und avancierte im Jahr darauf zum Sekondeleutnant. Nachdem er unter anderem als Batteriechef verwendet wurde, erfolgte in späteren Jahren die Versetzung zum 5. Feldartillerie-Regiment Nr. 64. Er diente ab 1902 als Adjutant der 3. Division Nr. 32 bzw. 1. Division Nr. 23 und wurde im April 1906 zum Kommandeur der I. Abteilung im 4. Feldartillerie-Regiment Nr. 48 ernannt. In dieser Eigenschaft wurde Nieper am 21. Mai 1907 zum Major befördert. In weiteren Jahren wurde er nach Beförderung zum Oberstleutnant am 22. Mai 1913 beim Stabe des Regiments verwendet.
Nach Ausbruch des Ersten Weltkrieges führte Nieper als Kommandeur das 6. Feldartillerie-Regiment in das neutrale Belgien und nach Frankreich. Während der Schlacht an der Marne konnte er sich bewähren und wurde am 15. Oktober 1914 mit dem Ritterkreuz des Militär-St.-Heinrichs-Ordens ausgezeichnet. Nieper wurde am 12. Januar 1915 zum Oberst befördert und im September desselben Jahres zum Brigadekommandeur ernannt. Am 18. April 1918 erhielt er den Charakter als Generalmajor und wurde zugleich Artilleriekommandeur der 123. Infanterie-Division.
Nach Kriegsende leitete Nieper die militärischen Abwicklungsgeschäfte in Chemnitz. Er war nachfolgend noch Vorsitzender der Gesellschaft „Neustädter Kasino“.